# Neuheim
Neuheim (toponimo tedesco) è un comune svizzero di 2 219 abitanti del Canton Zugo.

## Storia
Il comune di Neuheim è stato istituito nel 1848 per scorporo da quello di Menzingen.

## Monumenti e luoghi d'interesse

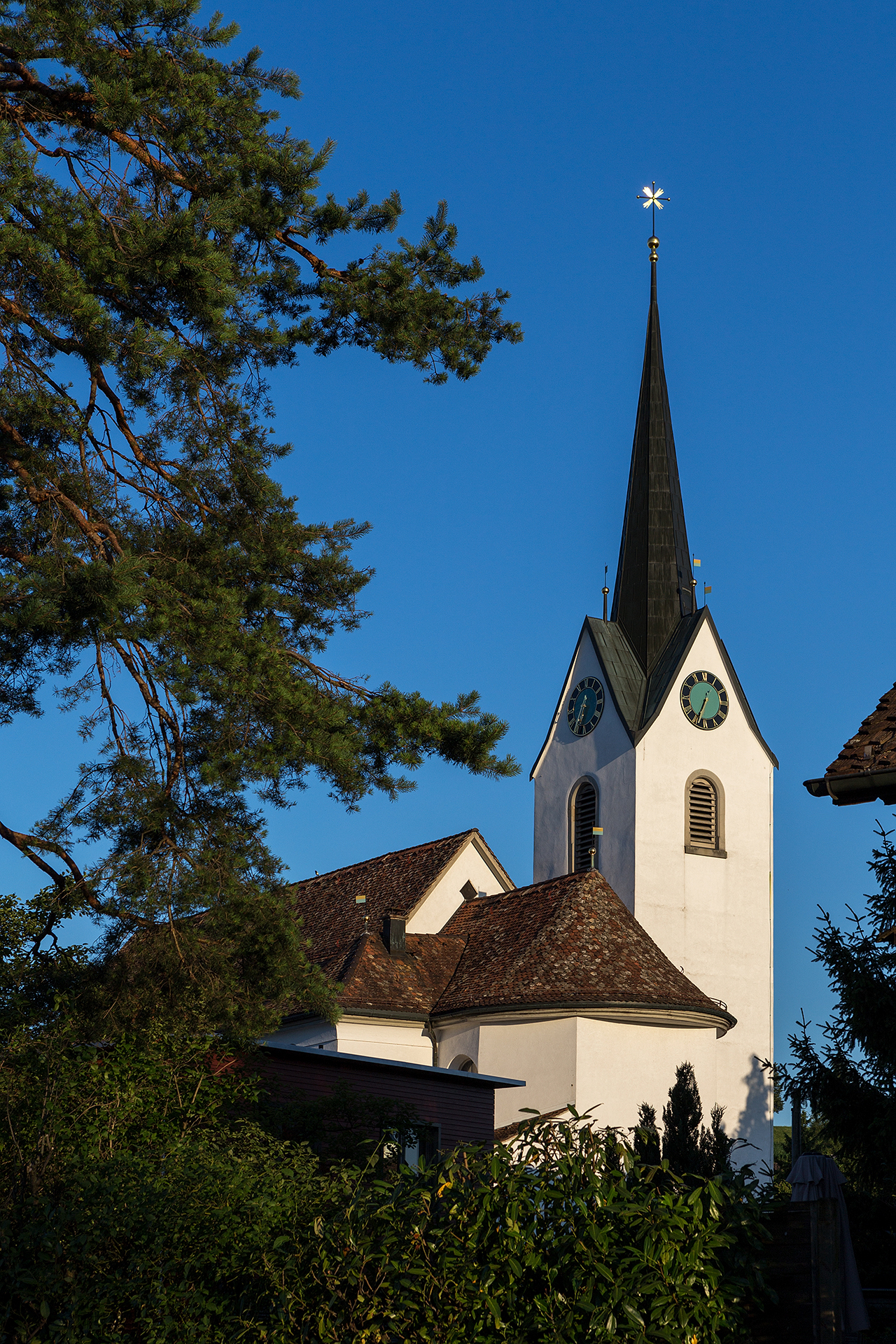
La chiesa di Nostra Signora

- Chiesa cattolica di Nostra Signora (già di Sankt Blasien), attestata dal 1173 e ricostruita nel 1663-1664[1].

## Società

### Evoluzione demografica
L'evoluzione demografica è riportata nella seguente tabella:
Abitanti censiti

## Amministrazione
Ogni famiglia originaria del luogo fa parte del cosiddetto comune patriziale e ha la responsabilità della manutenzione di ogni bene ricadente all'interno dei confini del comune.